# 1983年のワールドシリーズ
1983年の野球において、メジャーリーグベースボール（MLB）優勝決定戦の第80回ワールドシリーズ（英語: 80th World Series）は、10月11日から16日にかけて計5試合が開催された。その結果、ボルチモア・オリオールズ（アメリカンリーグ）がフィラデルフィア・フィリーズ（ナショナルリーグ）を4勝1敗で下し、13年ぶり3回目の優勝を果たした。
両チームの対戦はシリーズ史上初めて。両球団の本拠地都市を州間高速道路95号線（Interstate 95）が結んでいるため、今シリーズは "I-95シリーズ" とも呼ばれた。オリオールズは敵地ペンシルベニア州フィラデルフィアで優勝を決めたあと、本拠地メリーランド州ボルチモアへはチームバスでI-95を通って凱旋している。シリーズMVPには、第2戦の5回裏に勝ち越し・決勝の適時二塁打を放つなど、5試合で打率.385・1本塁打・2打点・OPS 1.390という成績を残したオリオールズのリック・デンプシーが選出された。
ワールドシリーズでは1976年から指名打者（DH）制度が導入され、1985年までの10年間は、偶数年は全試合で採用、奇数年は全試合で不採用とされていた。したがって今シリーズでは、DH制は採用されていない。

## 試合結果
1983年のワールドシリーズは10月11日に開幕し、途中に移動日を挟んで6日間で5試合が行われた。日程・結果は以下の通り。
| 日付                                                     | 試合  | ビジター球団（先攻）         | スコア | ホーム球団（後攻）           | 開催球場               | 開催球場                                           |
| -------------------------------------------------------- | ----- | ---------------------------- | ------ | ---------------------------- | ---------------------- | -------------------------------------------------- |
| 10月11日（火）                                           | 第1戦 | フィラデルフィア・フィリーズ | 2－1   | ボルチモア・オリオールズ     | メモリアル・スタジアム | メモリアル・ · スタジアムベテランズ・ · スタジアム |
| 10月12日（水）                                           | 第2戦 | フィラデルフィア・フィリーズ | 1－4   | ボルチモア・オリオールズ     | メモリアル・スタジアム | メモリアル・ · スタジアムベテランズ・ · スタジアム |
| 10月13日（木）                                           |       | 移動日                       | 移動日 | 移動日                       |                        | メモリアル・ · スタジアムベテランズ・ · スタジアム |
| 10月14日（金）                                           | 第3戦 | ボルチモア・オリオールズ     | 3－2   | フィラデルフィア・フィリーズ | ベテランズ・スタジアム | メモリアル・ · スタジアムベテランズ・ · スタジアム |
| 10月15日（土）                                           | 第4戦 | ボルチモア・オリオールズ     | 5－4   | フィラデルフィア・フィリーズ | ベテランズ・スタジアム | メモリアル・ · スタジアムベテランズ・ · スタジアム |
| 10月16日（日）                                           | 第5戦 | ボルチモア・オリオールズ     | 5－0   | フィラデルフィア・フィリーズ | ベテランズ・スタジアム | メモリアル・ · スタジアムベテランズ・ · スタジアム |
| 優勝：ボルチモア・オリオールズ（4勝1敗 / 13年ぶり3度目） |       |                              |        |                              |                        | メモリアル・ · スタジアムベテランズ・ · スタジアム |

### 第1戦 10月11日
- メモリアル・スタジアム（メリーランド州ボルチモア）

|                              | 1 | 2 | 3 | 4 | 5 | 6 | 7 | 8 | 9 | R | H | E |
| ---------------------------- | - | - | - | - | - | - | - | - | - | - | - | - |
| フィラデルフィア・フィリーズ | 0 | 0 | 0 | 0 | 0 | 1 | 0 | 1 | 0 | 2 | 5 | 0 |
| ボルチモア・オリオールズ     | 1 | 0 | 0 | 0 | 0 | 0 | 0 | 0 | 0 | 1 | 5 | 1 |

1. 勝利：ジョン・デニー（1勝）
2. セーブ：アル・ホランド（1S）
3. 敗戦：スコット・マクレガー（1敗）
4. 本塁打
PHI：ジョー・モーガン1号ソロ、ギャリー・マドックス1号ソロ
BAL：ジム・ドワイヤー1号ソロ
5. 審判
［球審］マーティー・スプリングステッド（AL）
［塁審］一塁: エド・バーゴ（NL）、二塁: アル・クラーク（AL）、三塁: フランク・プーリ（NL）
［外審］左翼: スティーブ・パレルモ（AL）、右翼: ダッチ・レナート（NL）
6. 夜間試合  試合時間: 2時間22分  観客: 5万2204人
詳細: MLB.com Gameday / Baseball-Reference.com

| フィラデルフィア・フィリーズ | フィラデルフィア・フィリーズ | フィラデルフィア・フィリーズ | フィラデルフィア・フィリーズ | フィラデルフィア・フィリーズ                                                                              | ボルチモア・オリオールズ | ボルチモア・オリオールズ | ボルチモア・オリオールズ | ボルチモア・オリオールズ | ボルチモア・オリオールズ                                                                                                  |
| ---------------------------- | ---------------------------- | ---------------------------- | ---------------------------- | --- | ------------------------ | ------------------------ | ------------------------ | ------------------------ | --- |
| 打順                         | 守備                         | 選手                         | 打席                         | J・デニーB・ディアスP・ローズJ・モーガンM・シュミットI・デヘスースG・マシューズG・マドックスS・レスカーノ | 打順                     | 守備                     | 選手                     | 打席                     | S・マクレガーR・デンプシーE・マレーR・ダウアーT・クルーズC・リプケンJr.J・ローウェン · スタインA・バンブリーJ・ドワイヤー |
| 1                            | 二                           | J・モーガン                  | 左                           | J・デニーB・ディアスP・ローズJ・モーガンM・シュミットI・デヘスースG・マシューズG・マドックスS・レスカーノ | 1                        | 中                       | A・バンブリー            | 左                       | S・マクレガーR・デンプシーE・マレーR・ダウアーT・クルーズC・リプケンJr.J・ローウェン · スタインA・バンブリーJ・ドワイヤー |
| 2                            | 一                           | P・ローズ                    | 両                           | J・デニーB・ディアスP・ローズJ・モーガンM・シュミットI・デヘスースG・マシューズG・マドックスS・レスカーノ | 2                        | 右                       | J・ドワイヤー            | 左                       | S・マクレガーR・デンプシーE・マレーR・ダウアーT・クルーズC・リプケンJr.J・ローウェン · スタインA・バンブリーJ・ドワイヤー |
| 3                            | 三                           | M・シュミット                | 右                           | J・デニーB・ディアスP・ローズJ・モーガンM・シュミットI・デヘスースG・マシューズG・マドックスS・レスカーノ | 3                        | 遊                       | C・リプケンJr.           | 右                       | S・マクレガーR・デンプシーE・マレーR・ダウアーT・クルーズC・リプケンJr.J・ローウェン · スタインA・バンブリーJ・ドワイヤー |
| 4                            | 右                           | S・レスカーノ                | 右                           | J・デニーB・ディアスP・ローズJ・モーガンM・シュミットI・デヘスースG・マシューズG・マドックスS・レスカーノ | 4                        | 一                       | E・マレー                | 両                       | S・マクレガーR・デンプシーE・マレーR・ダウアーT・クルーズC・リプケンJr.J・ローウェン · スタインA・バンブリーJ・ドワイヤー |
| 5                            | 左                           | G・マシューズ                | 右                           | J・デニーB・ディアスP・ローズJ・モーガンM・シュミットI・デヘスースG・マシューズG・マドックスS・レスカーノ | 5                        | 左                       | J・ローウェンスタイン    | 左                       | S・マクレガーR・デンプシーE・マレーR・ダウアーT・クルーズC・リプケンJr.J・ローウェン · スタインA・バンブリーJ・ドワイヤー |
| 6                            | 中                           | G・マドックス                | 右                           | J・デニーB・ディアスP・ローズJ・モーガンM・シュミットI・デヘスースG・マシューズG・マドックスS・レスカーノ | 6                        | 二                       | R・ダウアー              | 右                       | S・マクレガーR・デンプシーE・マレーR・ダウアーT・クルーズC・リプケンJr.J・ローウェン · スタインA・バンブリーJ・ドワイヤー |
| 7                            | 捕                           | B・ディアス                  | 右                           | J・デニーB・ディアスP・ローズJ・モーガンM・シュミットI・デヘスースG・マシューズG・マドックスS・レスカーノ | 7                        | 三                       | T・クルーズ              | 右                       | S・マクレガーR・デンプシーE・マレーR・ダウアーT・クルーズC・リプケンJr.J・ローウェン · スタインA・バンブリーJ・ドワイヤー |
| 8                            | 遊                           | I・デヘスース                | 右                           | J・デニーB・ディアスP・ローズJ・モーガンM・シュミットI・デヘスースG・マシューズG・マドックスS・レスカーノ | 8                        | 捕                       | R・デンプシー            | 右                       | S・マクレガーR・デンプシーE・マレーR・ダウアーT・クルーズC・リプケンJr.J・ローウェン · スタインA・バンブリーJ・ドワイヤー |
| 9                            | 投                           | J・デニー                    | 右                           | J・デニーB・ディアスP・ローズJ・モーガンM・シュミットI・デヘスースG・マシューズG・マドックスS・レスカーノ | 9                        | 投                       | S・マクレガー            | 両                       | S・マクレガーR・デンプシーE・マレーR・ダウアーT・クルーズC・リプケンJr.J・ローウェン · スタインA・バンブリーJ・ドワイヤー |
| 先発投手                     | 先発投手                     | 先発投手                     | 投球                         | J・デニーB・ディアスP・ローズJ・モーガンM・シュミットI・デヘスースG・マシューズG・マドックスS・レスカーノ | 先発投手                 | 先発投手                 | 先発投手                 | 投球                     | S・マクレガーR・デンプシーE・マレーR・ダウアーT・クルーズC・リプケンJr.J・ローウェン · スタインA・バンブリーJ・ドワイヤー |
| J・デニー                    | J・デニー                    | J・デニー                    | 右                           | J・デニーB・ディアスP・ローズJ・モーガンM・シュミットI・デヘスースG・マシューズG・マドックスS・レスカーノ | S・マクレガー            | S・マクレガー            | S・マクレガー            | 左                       | S・マクレガーR・デンプシーE・マレーR・ダウアーT・クルーズC・リプケンJr.J・ローウェン · スタインA・バンブリーJ・ドワイヤー |

### 第2戦 10月12日
- メモリアル・スタジアム（メリーランド州ボルチモア）

|                              | 1 | 2 | 3 | 4 | 5 | 6 | 7 | 8 | 9 | R | H | E |
| ---------------------------- | - | - | - | - | - | - | - | - | - | - | - | - |
| フィラデルフィア・フィリーズ | 0 | 0 | 0 | 1 | 0 | 0 | 0 | 0 | 0 | 1 | 3 | 0 |
| ボルチモア・オリオールズ     | 0 | 0 | 0 | 0 | 3 | 0 | 1 | 0 | X | 4 | 9 | 1 |

1. 勝利：マイク・ボディッカー（1勝）
2. 敗戦：チャールズ・ハドソン（1敗）
3. 本塁打
BAL：ジョン・ローウェンスタイン1号ソロ
4. 審判
［球審］エド・バーゴ（NL）
［塁審］一塁: アル・クラーク（AL）、二塁: フランク・プーリ（NL）、三塁: スティーブ・パレルモ（AL）
［外審］左翼: ダッチ・レナート（NL）、右翼: マーティー・スプリングステッド（AL）
5. 夜間試合  試合時間: 2時間27分  観客: 5万2132人
詳細: MLB.com Gameday / Baseball-Reference.com

| フィラデルフィア・フィリーズ | フィラデルフィア・フィリーズ | フィラデルフィア・フィリーズ | フィラデルフィア・フィリーズ | フィラデルフィア・フィリーズ                                                                              | ボルチモア・オリオールズ | ボルチモア・オリオールズ | ボルチモア・オリオールズ | ボルチモア・オリオールズ | ボルチモア・オリオールズ                                                                                                  |
| ---------------------------- | ---------------------------- | ---------------------------- | ---------------------------- | --- | ------------------------ | ------------------------ | ------------------------ | ------------------------ | --- |
| 打順                         | 守備                         | 選手                         | 打席                         | C・ハドソンB・ディアスP・ローズJ・モーガンM・シュミットI・デヘスースG・マシューズG・グロスJ・ラフィーバー | 打順                     | 守備                     | 選手                     | 打席                     | M・ボディッカーR・デンプシーE・マレーR・ダウアーT・クルーズC・リプケンJr.J・ローウェン · スタインA・バンブリーD・フォード |
| 1                            | 二                           | J・モーガン                  | 左                           | C・ハドソンB・ディアスP・ローズJ・モーガンM・シュミットI・デヘスースG・マシューズG・グロスJ・ラフィーバー | 1                        | 中                       | A・バンブリー            | 左                       | M・ボディッカーR・デンプシーE・マレーR・ダウアーT・クルーズC・リプケンJr.J・ローウェン · スタインA・バンブリーD・フォード |
| 2                            | 一                           | P・ローズ                    | 両                           | C・ハドソンB・ディアスP・ローズJ・モーガンM・シュミットI・デヘスースG・マシューズG・グロスJ・ラフィーバー | 2                        | 右                       | D・フォード              | 右                       | M・ボディッカーR・デンプシーE・マレーR・ダウアーT・クルーズC・リプケンJr.J・ローウェン · スタインA・バンブリーD・フォード |
| 3                            | 三                           | M・シュミット                | 右                           | C・ハドソンB・ディアスP・ローズJ・モーガンM・シュミットI・デヘスースG・マシューズG・グロスJ・ラフィーバー | 3                        | 遊                       | C・リプケンJr.           | 右                       | M・ボディッカーR・デンプシーE・マレーR・ダウアーT・クルーズC・リプケンJr.J・ローウェン · スタインA・バンブリーD・フォード |
| 4                            | 右                           | J・ラフィーバー              | 左                           | C・ハドソンB・ディアスP・ローズJ・モーガンM・シュミットI・デヘスースG・マシューズG・グロスJ・ラフィーバー | 4                        | 一                       | E・マレー                | 両                       | M・ボディッカーR・デンプシーE・マレーR・ダウアーT・クルーズC・リプケンJr.J・ローウェン · スタインA・バンブリーD・フォード |
| 5                            | 左                           | G・マシューズ                | 右                           | C・ハドソンB・ディアスP・ローズJ・モーガンM・シュミットI・デヘスースG・マシューズG・グロスJ・ラフィーバー | 5                        | 左                       | J・ローウェンスタイン    | 左                       | M・ボディッカーR・デンプシーE・マレーR・ダウアーT・クルーズC・リプケンJr.J・ローウェン · スタインA・バンブリーD・フォード |
| 6                            | 中                           | G・グロス                    | 左                           | C・ハドソンB・ディアスP・ローズJ・モーガンM・シュミットI・デヘスースG・マシューズG・グロスJ・ラフィーバー | 6                        | 二                       | R・ダウアー              | 右                       | M・ボディッカーR・デンプシーE・マレーR・ダウアーT・クルーズC・リプケンJr.J・ローウェン · スタインA・バンブリーD・フォード |
| 7                            | 捕                           | B・ディアス                  | 右                           | C・ハドソンB・ディアスP・ローズJ・モーガンM・シュミットI・デヘスースG・マシューズG・グロスJ・ラフィーバー | 7                        | 三                       | T・クルーズ              | 右                       | M・ボディッカーR・デンプシーE・マレーR・ダウアーT・クルーズC・リプケンJr.J・ローウェン · スタインA・バンブリーD・フォード |
| 8                            | 遊                           | I・デヘスース                | 右                           | C・ハドソンB・ディアスP・ローズJ・モーガンM・シュミットI・デヘスースG・マシューズG・グロスJ・ラフィーバー | 8                        | 捕                       | R・デンプシー            | 右                       | M・ボディッカーR・デンプシーE・マレーR・ダウアーT・クルーズC・リプケンJr.J・ローウェン · スタインA・バンブリーD・フォード |
| 9                            | 投                           | C・ハドソン                  | 両                           | C・ハドソンB・ディアスP・ローズJ・モーガンM・シュミットI・デヘスースG・マシューズG・グロスJ・ラフィーバー | 9                        | 投                       | M・ボディッカー          | 右                       | M・ボディッカーR・デンプシーE・マレーR・ダウアーT・クルーズC・リプケンJr.J・ローウェン · スタインA・バンブリーD・フォード |
| 先発投手                     | 先発投手                     | 先発投手                     | 投球                         | C・ハドソンB・ディアスP・ローズJ・モーガンM・シュミットI・デヘスースG・マシューズG・グロスJ・ラフィーバー | 先発投手                 | 先発投手                 | 先発投手                 | 投球                     | M・ボディッカーR・デンプシーE・マレーR・ダウアーT・クルーズC・リプケンJr.J・ローウェン · スタインA・バンブリーD・フォード |
| C・ハドソン                  | C・ハドソン                  | C・ハドソン                  | 右                           | C・ハドソンB・ディアスP・ローズJ・モーガンM・シュミットI・デヘスースG・マシューズG・グロスJ・ラフィーバー | M・ボディッカー          | M・ボディッカー          | M・ボディッカー          | 右                       | M・ボディッカーR・デンプシーE・マレーR・ダウアーT・クルーズC・リプケンJr.J・ローウェン · スタインA・バンブリーD・フォード |

### 第3戦 10月14日
- ベテランズ・スタジアム（ペンシルベニア州フィラデルフィア）

|                              | 1 | 2 | 3 | 4 | 5 | 6 | 7 | 8 | 9 | R | H | E |
| ---------------------------- | - | - | - | - | - | - | - | - | - | - | - | - |
| ボルチモア・オリオールズ     | 0 | 0 | 0 | 0 | 0 | 1 | 2 | 0 | 0 | 3 | 6 | 1 |
| フィラデルフィア・フィリーズ | 0 | 1 | 1 | 0 | 0 | 0 | 0 | 0 | 0 | 2 | 8 | 2 |

1. 勝利：ジム・パーマー（1勝）
2. セーブ：ティッピー・マルティネス（1S）
3. 敗戦：スティーブ・カールトン（1敗）
4. 本塁打
BAL：ダン・フォード1号ソロ
PHI：ゲイリー・マシューズ1号ソロ、ジョー・モーガン2号ソロ
5. 審判
［球審］アル・クラーク（AL）
［塁審］一塁: フランク・プーリ（NL）、二塁: スティーブ・パレルモ（AL）、三塁: ダッチ・レナート（NL）
［外審］左翼: マーティー・スプリングステッド（AL）、右翼: エド・バーゴ（NL）
6. 夜間試合  試合時間: 2時間35分  観客: 6万5792人
詳細: MLB.com Gameday / Baseball-Reference.com

| ボルチモア・オリオールズ | ボルチモア・オリオールズ | ボルチモア・オリオールズ | ボルチモア・オリオールズ | ボルチモア・オリオールズ                                                                                   | フィラデルフィア・フィリーズ | フィラデルフィア・フィリーズ | フィラデルフィア・フィリーズ | フィラデルフィア・フィリーズ | フィラデルフィア・フィリーズ                                                                                  |
| ------------------------ | ------------------------ | ------------------------ | ------------------------ | --- | ---------------------------- | ---------------------------- | ---------------------------- | ---------------------------- | --- |
| 打順                     | 守備                     | 選手                     | 打席                     | M・フラナガンR・デンプシーE・マレーR・ダウアーT・クルーズC・リプケンJr.G・レニキーJ・シェルビーD・フォード | 打順                         | 守備                         | 選手                         | 打席                         | S・カールトンB・ディアスT・ペレスJ・モーガンM・シュミットI・デヘスースG・マシューズG・マドックスS・レスカーノ |
| 1                        | 中                       | J・シェルビー            | 両                       | M・フラナガンR・デンプシーE・マレーR・ダウアーT・クルーズC・リプケンJr.G・レニキーJ・シェルビーD・フォード | 1                            | 二                           | J・モーガン                  | 左                           | S・カールトンB・ディアスT・ペレスJ・モーガンM・シュミットI・デヘスースG・マシューズG・マドックスS・レスカーノ |
| 2                        | 右                       | D・フォード              | 右                       | M・フラナガンR・デンプシーE・マレーR・ダウアーT・クルーズC・リプケンJr.G・レニキーJ・シェルビーD・フォード | 2                            | 右                           | S・レスカーノ                | 右                           | S・カールトンB・ディアスT・ペレスJ・モーガンM・シュミットI・デヘスースG・マシューズG・マドックスS・レスカーノ |
| 3                        | 遊                       | C・リプケンJr.           | 右                       | M・フラナガンR・デンプシーE・マレーR・ダウアーT・クルーズC・リプケンJr.G・レニキーJ・シェルビーD・フォード | 3                            | 三                           | M・シュミット                | 右                           | S・カールトンB・ディアスT・ペレスJ・モーガンM・シュミットI・デヘスースG・マシューズG・マドックスS・レスカーノ |
| 4                        | 一                       | E・マレー                | 両                       | M・フラナガンR・デンプシーE・マレーR・ダウアーT・クルーズC・リプケンJr.G・レニキーJ・シェルビーD・フォード | 4                            | 左                           | G・マシューズ                | 右                           | S・カールトンB・ディアスT・ペレスJ・モーガンM・シュミットI・デヘスースG・マシューズG・マドックスS・レスカーノ |
| 5                        | 左                       | G・レニキー              | 右                       | M・フラナガンR・デンプシーE・マレーR・ダウアーT・クルーズC・リプケンJr.G・レニキーJ・シェルビーD・フォード | 5                            | 一                           | T・ペレス                    | 右                           | S・カールトンB・ディアスT・ペレスJ・モーガンM・シュミットI・デヘスースG・マシューズG・マドックスS・レスカーノ |
| 6                        | 二                       | R・ダウアー              | 右                       | M・フラナガンR・デンプシーE・マレーR・ダウアーT・クルーズC・リプケンJr.G・レニキーJ・シェルビーD・フォード | 6                            | 中                           | G・マドックス                | 右                           | S・カールトンB・ディアスT・ペレスJ・モーガンM・シュミットI・デヘスースG・マシューズG・マドックスS・レスカーノ |
| 7                        | 三                       | T・クルーズ              | 右                       | M・フラナガンR・デンプシーE・マレーR・ダウアーT・クルーズC・リプケンJr.G・レニキーJ・シェルビーD・フォード | 7                            | 捕                           | B・ディアス                  | 右                           | S・カールトンB・ディアスT・ペレスJ・モーガンM・シュミットI・デヘスースG・マシューズG・マドックスS・レスカーノ |
| 8                        | 捕                       | R・デンプシー            | 右                       | M・フラナガンR・デンプシーE・マレーR・ダウアーT・クルーズC・リプケンJr.G・レニキーJ・シェルビーD・フォード | 8                            | 遊                           | I・デヘスース                | 右                           | S・カールトンB・ディアスT・ペレスJ・モーガンM・シュミットI・デヘスースG・マシューズG・マドックスS・レスカーノ |
| 9                        | 投                       | M・フラナガン            | 左                       | M・フラナガンR・デンプシーE・マレーR・ダウアーT・クルーズC・リプケンJr.G・レニキーJ・シェルビーD・フォード | 9                            | 投                           | S・カールトン                | 左                           | S・カールトンB・ディアスT・ペレスJ・モーガンM・シュミットI・デヘスースG・マシューズG・マドックスS・レスカーノ |
| 先発投手                 | 先発投手                 | 先発投手                 | 投球                     | M・フラナガンR・デンプシーE・マレーR・ダウアーT・クルーズC・リプケンJr.G・レニキーJ・シェルビーD・フォード | 先発投手                     | 先発投手                     | 先発投手                     | 投球                         | S・カールトンB・ディアスT・ペレスJ・モーガンM・シュミットI・デヘスースG・マシューズG・マドックスS・レスカーノ |
| M・フラナガン            | M・フラナガン            | M・フラナガン            | 左                       | M・フラナガンR・デンプシーE・マレーR・ダウアーT・クルーズC・リプケンJr.G・レニキーJ・シェルビーD・フォード | S・カールトン                | S・カールトン                | S・カールトン                | 左                           | S・カールトンB・ディアスT・ペレスJ・モーガンM・シュミットI・デヘスースG・マシューズG・マドックスS・レスカーノ |

### 第4戦 10月15日
- ベテランズ・スタジアム（ペンシルベニア州フィラデルフィア）

|                              | 1 | 2 | 3 | 4 | 5 | 6 | 7 | 8 | 9 | R | H  | E |
| ---------------------------- | - | - | - | - | - | - | - | - | - | - | -- | - |
| ボルチモア・オリオールズ     | 0 | 0 | 0 | 2 | 0 | 2 | 1 | 0 | 0 | 5 | 10 | 1 |
| フィラデルフィア・フィリーズ | 0 | 0 | 0 | 1 | 2 | 0 | 0 | 0 | 1 | 4 | 10 | 0 |

1. 勝利：ストーム・デービス（1勝）
2. セーブ：ティッピー・マルティネス（2S）
3. 敗戦：ジョン・デニー（1勝1敗）
4. 審判
［球審］フランク・プーリ（NL）
［塁審］一塁: スティーブ・パレルモ（AL）、二塁: ダッチ・レナート（NL）、三塁: マーティー・スプリングステッド（AL）
［外審］左翼: エド・バーゴ（NL）、右翼: アル・クラーク（AL）
5. 昼間試合  試合時間: 2時間50分  観客: 6万6947人
詳細: MLB.com Gameday / Baseball-Reference.com

| ボルチモア・オリオールズ | ボルチモア・オリオールズ | ボルチモア・オリオールズ | ボルチモア・オリオールズ | ボルチモア・オリオールズ                                                                                                | フィラデルフィア・フィリーズ | フィラデルフィア・フィリーズ | フィラデルフィア・フィリーズ | フィラデルフィア・フィリーズ | フィラデルフィア・フィリーズ                                                                            |
| ------------------------ | ------------------------ | ------------------------ | ------------------------ | --- | ---------------------------- | ---------------------------- | ---------------------------- | ---------------------------- | --- |
| 打順                     | 守備                     | 選手                     | 打席                     | S・デービスR・デンプシーE・マレーR・ダウアーT・クルーズC・リプケンJr.J・ローウェン · スタインA・バンブリーJ・ドワイヤー | 打順                         | 守備                         | 選手                         | 打席                         | J・デニーB・ディアスP・ローズJ・モーガンM・シュミットI・デヘスースG・マシューズG・グロスJ・ラフィーバー |
| 1                        | 中                       | A・バンブリー            | 左                       | S・デービスR・デンプシーE・マレーR・ダウアーT・クルーズC・リプケンJr.J・ローウェン · スタインA・バンブリーJ・ドワイヤー | 1                            | 二                           | J・モーガン                  | 左                           | J・デニーB・ディアスP・ローズJ・モーガンM・シュミットI・デヘスースG・マシューズG・グロスJ・ラフィーバー |
| 2                        | 右                       | J・ドワイヤー            | 左                       | S・デービスR・デンプシーE・マレーR・ダウアーT・クルーズC・リプケンJr.J・ローウェン · スタインA・バンブリーJ・ドワイヤー | 2                            | 一                           | P・ローズ                    | 両                           | J・デニーB・ディアスP・ローズJ・モーガンM・シュミットI・デヘスースG・マシューズG・グロスJ・ラフィーバー |
| 3                        | 遊                       | C・リプケンJr.           | 右                       | S・デービスR・デンプシーE・マレーR・ダウアーT・クルーズC・リプケンJr.J・ローウェン · スタインA・バンブリーJ・ドワイヤー | 3                            | 三                           | M・シュミット                | 右                           | J・デニーB・ディアスP・ローズJ・モーガンM・シュミットI・デヘスースG・マシューズG・グロスJ・ラフィーバー |
| 4                        | 一                       | E・マレー                | 両                       | S・デービスR・デンプシーE・マレーR・ダウアーT・クルーズC・リプケンJr.J・ローウェン · スタインA・バンブリーJ・ドワイヤー | 4                            | 右                           | J・ラフィーバー              | 左                           | J・デニーB・ディアスP・ローズJ・モーガンM・シュミットI・デヘスースG・マシューズG・グロスJ・ラフィーバー |
| 5                        | 左                       | J・ローウェンスタイン    | 左                       | S・デービスR・デンプシーE・マレーR・ダウアーT・クルーズC・リプケンJr.J・ローウェン · スタインA・バンブリーJ・ドワイヤー | 5                            | 左                           | G・マシューズ                | 右                           | J・デニーB・ディアスP・ローズJ・モーガンM・シュミットI・デヘスースG・マシューズG・グロスJ・ラフィーバー |
| 6                        | 二                       | R・ダウアー              | 右                       | S・デービスR・デンプシーE・マレーR・ダウアーT・クルーズC・リプケンJr.J・ローウェン · スタインA・バンブリーJ・ドワイヤー | 6                            | 中                           | G・グロス                    | 左                           | J・デニーB・ディアスP・ローズJ・モーガンM・シュミットI・デヘスースG・マシューズG・グロスJ・ラフィーバー |
| 7                        | 三                       | T・クルーズ              | 右                       | S・デービスR・デンプシーE・マレーR・ダウアーT・クルーズC・リプケンJr.J・ローウェン · スタインA・バンブリーJ・ドワイヤー | 7                            | 捕                           | B・ディアス                  | 右                           | J・デニーB・ディアスP・ローズJ・モーガンM・シュミットI・デヘスースG・マシューズG・グロスJ・ラフィーバー |
| 8                        | 捕                       | R・デンプシー            | 右                       | S・デービスR・デンプシーE・マレーR・ダウアーT・クルーズC・リプケンJr.J・ローウェン · スタインA・バンブリーJ・ドワイヤー | 8                            | 遊                           | I・デヘスース                | 右                           | J・デニーB・ディアスP・ローズJ・モーガンM・シュミットI・デヘスースG・マシューズG・グロスJ・ラフィーバー |
| 9                        | 投                       | S・デービス              | 右                       | S・デービスR・デンプシーE・マレーR・ダウアーT・クルーズC・リプケンJr.J・ローウェン · スタインA・バンブリーJ・ドワイヤー | 9                            | 投                           | J・デニー                    | 右                           | J・デニーB・ディアスP・ローズJ・モーガンM・シュミットI・デヘスースG・マシューズG・グロスJ・ラフィーバー |
| 先発投手                 | 先発投手                 | 先発投手                 | 投球                     | S・デービスR・デンプシーE・マレーR・ダウアーT・クルーズC・リプケンJr.J・ローウェン · スタインA・バンブリーJ・ドワイヤー | 先発投手                     | 先発投手                     | 先発投手                     | 投球                         | J・デニーB・ディアスP・ローズJ・モーガンM・シュミットI・デヘスースG・マシューズG・グロスJ・ラフィーバー |
| S・デービス              | S・デービス              | S・デービス              | 右                       | S・デービスR・デンプシーE・マレーR・ダウアーT・クルーズC・リプケンJr.J・ローウェン · スタインA・バンブリーJ・ドワイヤー | J・デニー                    | J・デニー                    | J・デニー                    | 右                           | J・デニーB・ディアスP・ローズJ・モーガンM・シュミットI・デヘスースG・マシューズG・グロスJ・ラフィーバー |

### 第5戦 10月16日
- ベテランズ・スタジアム（ペンシルベニア州フィラデルフィア）

|                              | 1 | 2 | 3 | 4 | 5 | 6 | 7 | 8 | 9 | R | H | E |
| ---------------------------- | - | - | - | - | - | - | - | - | - | - | - | - |
| ボルチモア・オリオールズ     | 0 | 1 | 1 | 2 | 1 | 0 | 0 | 0 | 0 | 5 | 5 | 0 |
| フィラデルフィア・フィリーズ | 0 | 0 | 0 | 0 | 0 | 0 | 0 | 0 | 0 | 0 | 5 | 1 |

1. 勝利：スコット・マクレガー（1勝1敗）
2. 敗戦：チャールズ・ハドソン（2敗）
3. 本塁打
BAL：エディ・マレー1号ソロ・2号2ラン、リック・デンプシー1号ソロ
4. 審判
［球審］スティーブ・パレルモ（AL）
［塁審］一塁: ダッチ・レナート（NL）、二塁: マーティー・スプリングステッド（AL）、三塁: エド・バーゴ（NL）
［外審］左翼: アル・クラーク（AL）、右翼: フランク・プーリ（NL）
5. 昼間試合  試合時間: 2時間21分  観客: 6万7064人
詳細: MLB.com Gameday / Baseball-Reference.com

| ボルチモア・オリオールズ | ボルチモア・オリオールズ | ボルチモア・オリオールズ | ボルチモア・オリオールズ | ボルチモア・オリオールズ                                                                                                | フィラデルフィア・フィリーズ | フィラデルフィア・フィリーズ | フィラデルフィア・フィリーズ | フィラデルフィア・フィリーズ | フィラデルフィア・フィリーズ                                                                            |
| ------------------------ | ------------------------ | ------------------------ | ------------------------ | --- | ---------------------------- | ---------------------------- | ---------------------------- | ---------------------------- | --- |
| 打順                     | 守備                     | 選手                     | 打席                     | S・マクレガーR・デンプシーE・マレーR・ダウアーT・クルーズC・リプケンJr.J・ローウェン · スタインA・バンブリーD・フォード | 打順                         | 守備                         | 選手                         | 打席                         | C・ハドソンB・ディアスT・ペレスJ・モーガンM・シュミットI・デヘスースG・マシューズG・マドックスP・ローズ |
| 1                        | 中                       | A・バンブリー            | 左                       | S・マクレガーR・デンプシーE・マレーR・ダウアーT・クルーズC・リプケンJr.J・ローウェン · スタインA・バンブリーD・フォード | 1                            | 二                           | J・モーガン                  | 左                           | C・ハドソンB・ディアスT・ペレスJ・モーガンM・シュミットI・デヘスースG・マシューズG・マドックスP・ローズ |
| 2                        | 右                       | D・フォード              | 右                       | S・マクレガーR・デンプシーE・マレーR・ダウアーT・クルーズC・リプケンJr.J・ローウェン · スタインA・バンブリーD・フォード | 2                            | 右                           | P・ローズ                    | 両                           | C・ハドソンB・ディアスT・ペレスJ・モーガンM・シュミットI・デヘスースG・マシューズG・マドックスP・ローズ |
| 3                        | 遊                       | C・リプケンJr.           | 右                       | S・マクレガーR・デンプシーE・マレーR・ダウアーT・クルーズC・リプケンJr.J・ローウェン · スタインA・バンブリーD・フォード | 3                            | 三                           | M・シュミット                | 右                           | C・ハドソンB・ディアスT・ペレスJ・モーガンM・シュミットI・デヘスースG・マシューズG・マドックスP・ローズ |
| 4                        | 一                       | E・マレー                | 両                       | S・マクレガーR・デンプシーE・マレーR・ダウアーT・クルーズC・リプケンJr.J・ローウェン · スタインA・バンブリーD・フォード | 4                            | 左                           | G・マシューズ                | 右                           | C・ハドソンB・ディアスT・ペレスJ・モーガンM・シュミットI・デヘスースG・マシューズG・マドックスP・ローズ |
| 5                        | 左                       | J・ローウェンスタイン    | 左                       | S・マクレガーR・デンプシーE・マレーR・ダウアーT・クルーズC・リプケンJr.J・ローウェン · スタインA・バンブリーD・フォード | 5                            | 一                           | T・ペレス                    | 右                           | C・ハドソンB・ディアスT・ペレスJ・モーガンM・シュミットI・デヘスースG・マシューズG・マドックスP・ローズ |
| 6                        | 二                       | R・ダウアー              | 右                       | S・マクレガーR・デンプシーE・マレーR・ダウアーT・クルーズC・リプケンJr.J・ローウェン · スタインA・バンブリーD・フォード | 6                            | 中                           | G・マドックス                | 右                           | C・ハドソンB・ディアスT・ペレスJ・モーガンM・シュミットI・デヘスースG・マシューズG・マドックスP・ローズ |
| 7                        | 三                       | T・クルーズ              | 右                       | S・マクレガーR・デンプシーE・マレーR・ダウアーT・クルーズC・リプケンJr.J・ローウェン · スタインA・バンブリーD・フォード | 7                            | 捕                           | B・ディアス                  | 右                           | C・ハドソンB・ディアスT・ペレスJ・モーガンM・シュミットI・デヘスースG・マシューズG・マドックスP・ローズ |
| 8                        | 捕                       | R・デンプシー            | 右                       | S・マクレガーR・デンプシーE・マレーR・ダウアーT・クルーズC・リプケンJr.J・ローウェン · スタインA・バンブリーD・フォード | 8                            | 遊                           | I・デヘスース                | 右                           | C・ハドソンB・ディアスT・ペレスJ・モーガンM・シュミットI・デヘスースG・マシューズG・マドックスP・ローズ |
| 9                        | 投                       | S・マクレガー            | 両                       | S・マクレガーR・デンプシーE・マレーR・ダウアーT・クルーズC・リプケンJr.J・ローウェン · スタインA・バンブリーD・フォード | 9                            | 投                           | C・ハドソン                  | 両                           | C・ハドソンB・ディアスT・ペレスJ・モーガンM・シュミットI・デヘスースG・マシューズG・マドックスP・ローズ |
| 先発投手                 | 先発投手                 | 先発投手                 | 投球                     | S・マクレガーR・デンプシーE・マレーR・ダウアーT・クルーズC・リプケンJr.J・ローウェン · スタインA・バンブリーD・フォード | 先発投手                     | 先発投手                     | 先発投手                     | 投球                         | C・ハドソンB・ディアスT・ペレスJ・モーガンM・シュミットI・デヘスースG・マシューズG・マドックスP・ローズ |
| S・マクレガー            | S・マクレガー            | S・マクレガー            | 左                       | S・マクレガーR・デンプシーE・マレーR・ダウアーT・クルーズC・リプケンJr.J・ローウェン · スタインA・バンブリーD・フォード | C・ハドソン                  | C・ハドソン                  | C・ハドソン                  | 右                           | C・ハドソンB・ディアスT・ペレスJ・モーガンM・シュミットI・デヘスースG・マシューズG・マドックスP・ローズ |